# 横井ケイブ

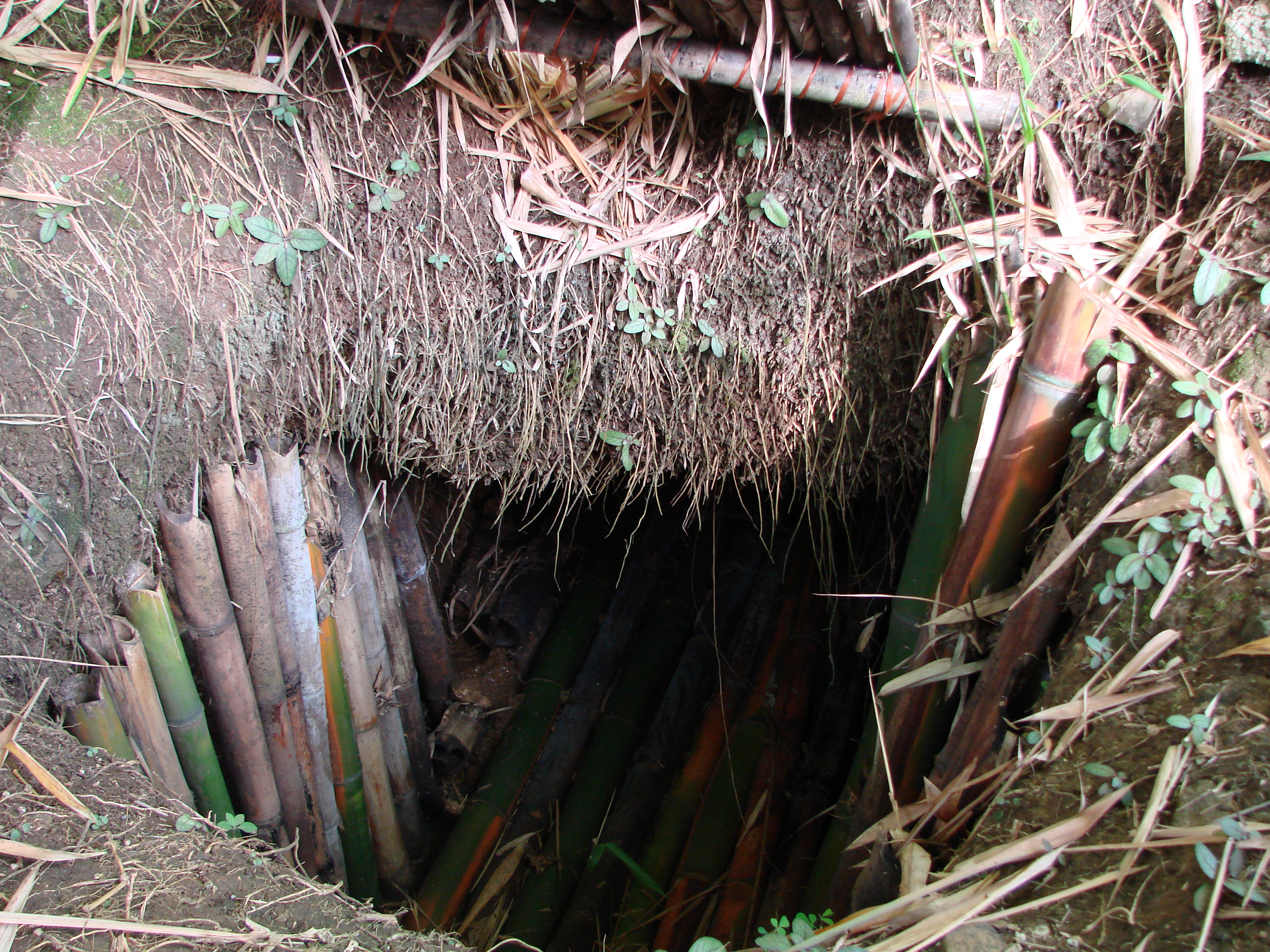
観光客向けに掘られた横井ケイブのレプリカ。実物は更に奥地に掘られたが、現在は台風で崩落した。

横井ケイブ（よこいケイブ）は、日本陸軍の軍曹・横井庄一が太平洋戦争（大東亜戦争）の終戦を知らず、約28年間もの間、グアム島のジャングルで潜伏生活を送っていた際に住居としていた地下壕である。

## 概要
横井が自らの手で掘り暮らした「穴」は、入口部を含めると縦2メートル、奥行き約6メートルほどだが、住居スペースは1.5メートル×4メートルの狭小スペースとなっていた。
井戸、トイレ、換気用の穴、排水溝も作られており、その排水は近くの川に通じるよう考えられていた。
現在一般公開されているものは観光客のために作られたレプリカである。実際に横井が生活していた洞穴はさらに山奥に位置するが、私有地内のため立ち入る事はできない上、台風等で土砂に埋まり原形を留めていないなど風化が進んでいる。
1972年に評論家の森本哲郎が横井の発見直後に現地を訪れ、横井ケイブが人家の近くだったことを報じ話題となった。
2022年時点では、入口部分の幅60センチ、深さ60センチほどの穴残るのみで、中にひろがっていたはずの空間はすっかり埋まっている。青いタープが掛けられており横井ケーブを説明する日本語と英語の看板が立てられている。

## 所在地
- グアム島タロフォフォ村のジャングルの奥地